# Tilia endochrysea
Tilia endochrysea là một loài thực vật có hoa trong họ Cẩm quỳ. Loài này được Hand.-Mazz. miêu tả khoa học đầu tiên năm 1876.